# Centrale nucleare di Chooz
La centrale nucleare di Chooz è una centrale nucleare francese situata nelle Ardenne, sul territorio del comune di Chooz, sulla punta di Givet, a sud di Givet (10 km), sulla riva sinistra della Mosa e al confine con il Belgio (10 km).
L'impianto è composto da 2 reattori PWR operativi – modello N4 REP 1450 – da 4 270MWt e da 1 571MWe. I due reattori "B" di Chooz, insieme ai due reattori N4 REP 1450 della centrale nucleare di Civaux, costituiscono gli ultimi (e più potenti) reattori costruiti in Francia, fino all'avvento dell'EPR (negli anni 2010).

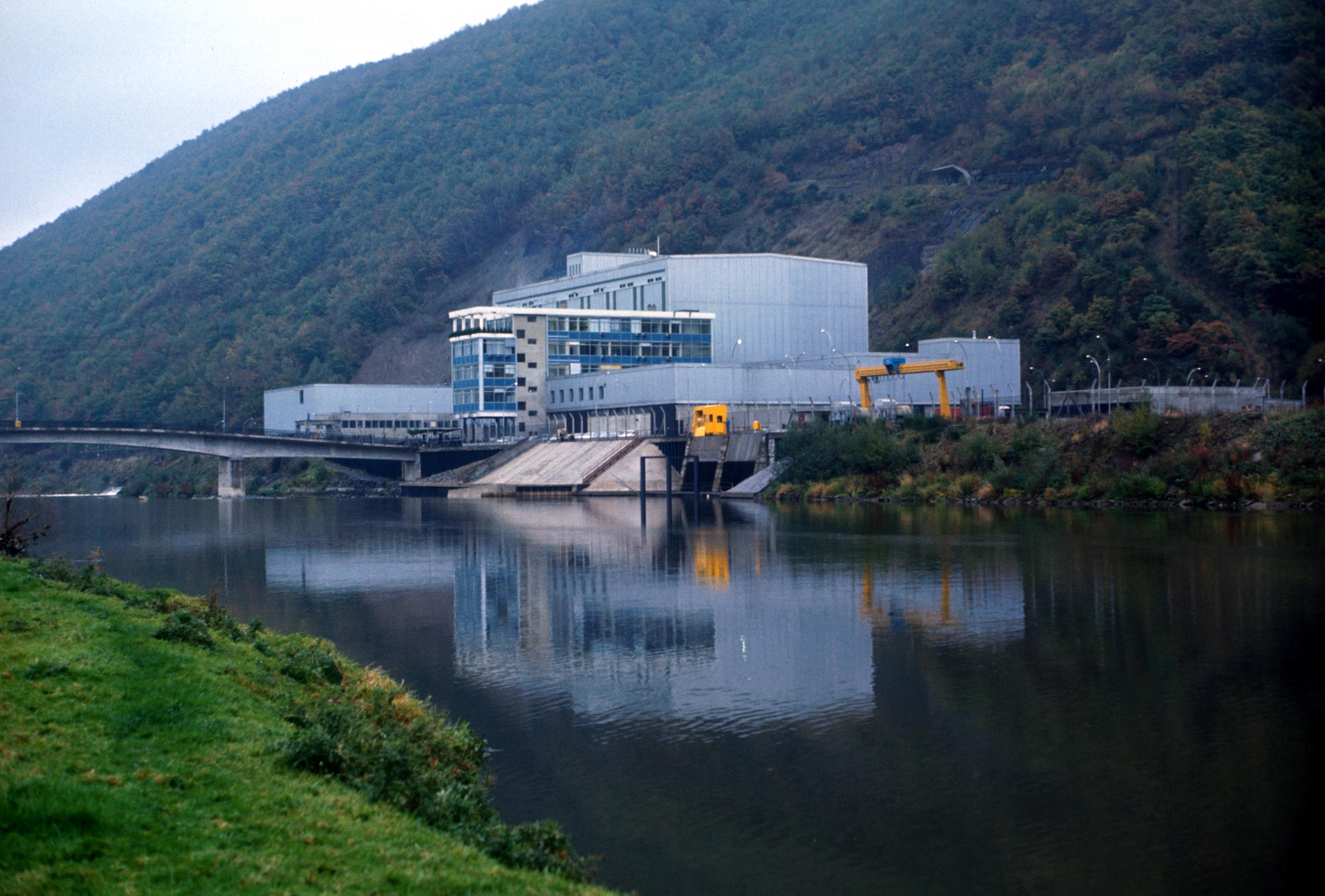
Immagine del reattore CHOOZ-A

Nell'impianto è presente anche un reattore PWR in shutdown permanente – modello CHOOZ-A – da 1 040MWt e da 320MWe, che è anche il primo reattore nucleare ad acqua pressurizzata costruito in Francia; questo reattore, costruito su licenza della Westinghouse Electric Company, è basato sul modello di reattore della centrale nucleare di Yankee Rowe ed è una "copia" (5 volte più potente) del primo reattore PWR statunitense della centrale nucleare di Shippingport (negli Stati Uniti); CHOOZ-A è anche gemello del reattore della centrale nucleare Enrico Fermi (in Italia).